# Tom Grant (Filmproduzent)
Tom Grant (* 20. Jahrhundert) ist ein Filmproduzent, der für einen Oscar und einen Emmy nominiert wurde.

## Karriere
Grants Karriere im Filmgeschäft begann im Jahr 1996, als er als zweiter Regieassistent bei dem Filmdrama Manny & Lo mitwirkte und Scarlett Johansson zu sehen ist. Dieser Tätigkeit ging er bei John Hamburgs Film Die Safe-Spezialisten 1998 ebenfalls nach. Im gleichen Jahr war er zudem das erste Mal als Produzent für das Filmdrama Windhorse von Paul Wagner verantwortlich. Danach war er als Produzent für die Episode Tattoos: Skin Deep für den Sender MSNBC und dessen Fernsehserie MSNBC Investigates verantwortlich. Dann produzierte er mit Irene Taylor Brodsky einen Kurzfilm über den Kampf gegen Poliomyelitis, der unter dem Titel The Final Inch veröffentlicht wurde. Die Aufnahmen der Produktion wurde 2007 gedreht und entstanden unter anderem in Indien und Afghanistan. Die Finanzierung des Films unterstützte Google. Für seine Beteiligung an dem Dokumentarfilm The Final Inch erhielt er eine Nominierung bei der Oscarverleihung 2009 in der Kategorie „Bester Dokumentar-Kurzfilm“. Des Weiteren erhielt Grant bei der Emmy-Verleihung 2010 eine Nominierung bei den News & Documentary Emmy Awards.
Danach wirkte Tom Grant von 2011 bis 2012 als Produzent bei der Reality-TV-Serie Sons of Guns mit.

## Filmografie (Auswahl)
- 1996: Manny & Lo
- 1998: Die Safe-Spezialisten (Safe Men)
- 1998: Windhorse
- 2009: The Final Inch